# Kostas Katsouranis
Konstantinos "Kostas" Katsouranis (Græsk: Κωνσταντίνος „Κώστας“ Κατσουράνης) (født 21. juni 1979 i Patras, Grækenland) er en græsk tidligere fodboldspiller, der spillede som midtbanespiller. Gennem karrieren spillede han blandt andet for PAOK, Panachaiki, AEK Athen, Panathinaikos og portugisiske Benfica.

## Klubkarriere
Katsouranis debuterede i 1996 som kun 17-årig for den græske klub Panachaiki. Her var han en fast del af holdet frem til 2002, hvor han skiftede til storklubben AEK Athen. 
Katsouranis spillede for Athen-klubben frem til 2006, og blev i 2005 endda kåret til Årets spiller i Grækenland. Hans succes for holdet betød at han den 22. juni 2006 blev solgt til portugisiske SL Benfica for en pris på 3,8 millioner euro. Grækeren blev hurtigt stamspiller, og i 2007 forlængede han sin kontrakt med Lissabon-klubben. I sommerpausen år 2009 hentede den græske storklub Panathinaikos FC den rutinerede midtbanespiller, for et beløb på cirka 3 millioner euro.

## Landshold
Katsouranis debuterede for Grækenlands landshold den 20. august 2003 i en kamp mod Sverige. Han var en del af den trup der sensationelt vandt EM-guld i Portugal i 2004. Han nåede i alt 116 landskampe og 10 mål.

## Titler
EM
- 2004 med Grækenland